# Министарство полиције Руске Империје
Министарство полиције Руске Империје (рус. Министерство полиции Российской Империи) је било министарство одговорно за полицијску управу у Руској Империји од 1810. до 1819. године.
Основано је након спровођења реформе министарстава из 1810. године. Према закону од 25. јуна 1811, састојао се из три департмана: Привредне полиције, Извршне полиције и Медицинске полиције са Медицинским савјетом. Постојала је и Канцеларија министра, која се дијелила на двије: Општу, чија је надлежност била медицинска и полицијска статистика и вођење докумената који су примани на име министра; и Посебну, која је руководила пословима о странцима, о граничним пасошима, ревизији цензуре и посебним пословима, тј. свим пословима које је министар полиције остављао себи на рјешавање.
Дана 4. новембра 1819, Министарство полиције је припојено Министарству унутрашњих послова, а Посебна канцеларија министра је укинута 1826, а умјесто ње је основано Треће одјељење Сопствене канцеларије Његовог императорског величанства.